# Посібник з убивства для хорошої дівчинки
«Посібник з убивства для хорошої дівчинки» — підлітковий дебютний таємничий роман Голлі Джексон. Перший роман у серії з трьох романів і однієї повісті: «Посібник з убивства для хорошої дівчинки» (2019); Good Girl, Bad Blood (2020); As Good As Dead (2021) і Kill Joy (2022). Усі книги були опубліковані Electric Monkey у Великобританії та Delacorte Press у США.

## Сюжет
У книзі йдеться про розслідування, яке проводить 17-річна ентузіастка справжніх злочинів Піппа «Піп» Фітц-Амобі, учениця середньої школи у вигаданому містечку Літтл Кілтон, Бакінгемшир (або Ферфілд, Коннектикут в американській версії). У романі Піп планує розслідувати справу про Вбивство-самогубство п'ятирічної давності, пов'язану з убивством популярної студентки Андреа «Енді» Белл і самогубством злочинця Саліла «Сала» Сінгха під прикриттям шкільного проекту. Її цілі — виправдати Сала, якого, як вона переконана, помилково звинуватили у вбивстві Енді Белл, і розкрити справжнього злочинця, який, на думку Піп, усе ще на волі.
П'ять років тому трагічне вбивство-самогубство сколихнуло маленьке містечко Літтл Кілтон, коли школярку Енді Белл було жорстоко вбито, а її хлопець, Сала Сінгх, якого звинуватили у вбивстві, як здавалося, наклав на себе руки. Але 17-річна Піппа переконана, що справжній вбивця все ще на волі. Вона подружилася з молодшим братом Сала Раві та розпочала розслідування, замасковане під шкільний проєкт. Кожен допит наражає Піп на небезпеку, але вона все ще наполягає на своєму. Вона знаходить докази того, що Енді продавала наркотики студентам, включаючи Макса Гастінгса, і мала роман з містером Вордом, учителем історії та батьком Кари Ворд, давньої найкращої подруги Піппи. Вони з'ясовують, що містер Ворд штовхнув Енді на стіл у момент люті. Коли Енді зникла, містер Ворд подумав, що вбив її, тож підставив її хлопця Сала Сінгха та вбив його, видаючи це за самогубство. Через кілька днів містер Ворд побачив дівчину, що йшла вулицею, і прийняв її за Енді. Коли Піппа знаходить її на горищі старого будинку Вордів, вона усвідомлює, що дівчина не була Енді. Бекка зізнається, що Макс Гастінгс дав їй наркотики і зґвалтував її. Коли Енді це з'ясувала, їй було байдуже до Бекки. У гніві відчаю Бекка штовхнула Енді вниз. У Енді був такий сильний струс мозку, що, коли її вирвало, вона не могла перевернутися. Бекка просто спостерігала, як її сестра тоне у власній блювоті. Вона додала в чай, який пила Піп, наркотики і потягла її до лісу, щоб задушити до смерті. На щастя, Раві зміг врятувати Піппу. Сал був названий невинним.

## Відгуки
Barnes & Noble визнали «Посібник з убивства для хорошої дівчинки» однією з найкращих книг 2020 року.
Вона отримала такі нагороди:
- Amazing Audiobooks for Young Adults[en] Американської бібліотечної асоціації (2021)[3]
- Goodreads Choice Award[en] Номінація Young Adult Fiction (2020)[4]
- YA Book Prize shortlist (2020)[5]
- British Book Awards[en] Children's Fiction Book Переможець року (2020)[6]

## Продовження та приквел

### Good Girl, Bad Blood(2020)
Роман починається з того місця, де зупинилася перша книга, коли Піппу «Піп» Фітц-Амобі визнають в інтернеті детективом-любителем після створення подкасту під назвою «Посібник з убивства для хорошої дівчинки», заснованого на подіях, що відбулися в попередньому романі. Проте Піп пообіцяла собі, що більше ніколи не братиметься за іншу справу після того, як ледь не була вбита та втратила свого улюбленого пса Барні. Але коли її друг Коннор Рейнольдс приходить до неї і просить її розслідувати, куди подівся його зниклий брат Джеймі Рейнольдс. Піп відмовляється і просить Коннора співпрацювати з інспектором Хокінсом, але, побачивши, що поліція не вживає жодних заходів, вона вирішує розслідувати ОСТАННЮ справу для Коннора.
Піп починає копатися в минулому та сьогоденні Джеймі, бере інтерв'ю та збирає підказки. Але коли вона наближається до правди, вона розуміє, що справа Джеймі пов'язана з темним та небезпечним злочинним угрупуванням, яке займається незаконною діяльністю, як-от торгівля наркотиками та людьми. І здається, що хтось завжди на крок попереду неї і намагається зупинити її від розкриття справжньої правди.
Коли вона заглиблюється в розслідування, Піп опиняється в центрі уваги вбивці, який, здається, знає кожен її крок і не зупиниться ні перед чим, щоб приховати правду.
Good Girl, Bad Blood увійшло до короткого списку премії YA Book Prize у 2021 році

### As Good As Dead(2021)
Після подій Good Girl, Bad Blood Піп отримала психологічну травму і не могла спати вночі. Її життя вже на найнижчому рівні, але все погіршується, коли вона стає мішенню невпинного анонімного сталкера. Сталкер постійно надсилає їй повідомлення, ставлячи одне й те саме запитання: «Хто буде шукати тебе, коли ти зникнеш?» Спочатку Піп намагається відмахнутися від погроз, сподіваючись, що це просто інтернет-троль, але оскільки повідомлення стають частішими, а присутність сталкера все ближчою, вона починає усвідомлювати, що небезпека реальна, неминуча та невідворотня. Незважаючи на її відчайдушні благання, поліція відмовляється сприймати її всерйоз, залишаючи Піпу наодинці зі сталкером.
Тепер, озброївшись минулим досвідом у розкритті вбивств і розкритті правди, Піп починає копати глибше, використовуючи власні ресурси та контакти, опитуючи людей і розслідуючи справу, але чим далі вона йде, тим більше усвідомлює, що сталкер — це хтось, хто тісно пов'язаний з її минулими справами і має проти неї вендету. Сталкер, здається, знає про неї все: кожен рух, кожну думку — і, оскільки Піп виявляє, що за нею постійно спостерігають, вона починає відчувати, що порятунку немає.
У ході розслідування Піп виявляє, що сталкер є небезпечним серійним вбивцею, який активно діяв роками, націлюючись на яскравих молодих жінок, як вона сама. Вбивця, здається, завжди на крок попереду, залишаючи Піп відчуття, що за нею завжди спостерігають і що від цього не втекти. Ставки вищі, ніж будь-коли, і цього разу вона не просто намагається розкрити справу — вона намагається врятувати себе від того, щоб стати наступною жертвою вбивці.
As Good As Dead отримав позитивну рецензію від The Guardian, яка назвала книгу «напруженим, захопливим та елегантно побудованим трилером».

### Kill Joy(2021)
Kill Joy — це новела-приквел, дія якої розгортається незадовго до першої книги серії. Вона розповідає про події, що відбуваються на святкуванні дня народження друга, яке буде схожим на вечерю з таємничим вбивством у стилі 1920-х років. Спочатку Піп не в захваті від ідеї імітації розслідування вбивства, вона воліла б залишитися вдома та працювати над своїм шкільним проєктом на майбутній навчальний рік, але вона вирішує відвідати це заради своїх друзів.
Але з настанням ночі Піп виявляється втягненою в розслідування вигаданої справи про вбивство Реджинальда Ремі. Використовуючи свій гострий інтелект і гостре око, щоб зібрати підказки, вона незабаром потрапляє в цю гру інтриг і обману та виявляє, що все більше занурюється в справу, вирішуючи бути тією, хто розкриє її та виявить правду.
Коли ніч наближається до кінця, Піп залишається з усвідомленням того, що вона не в змозі протистояти потягу невідомого, і що, можливо, ця гра не просто гра, а прелюдія до більшого, важливішого реального розслідування сумнозвісного місцевого трагічного вбивства-самогубства, в якому вона, можливо, могла б спробувати свої сили.

## Адаптація
У вересні 2022 року стало відомо, що BBC Three замовила телевізійну адаптацію фільму «Посібник із вбивства хорошої дівчини» від Moonage Pictures, автором якого є Поппі Коган. У червні 2023 року Джексон повідомила, що виробництво серіалу розпочато, і оголосив, що Емма Маєрс і Зейн Ікбал зіграли відповідно головні ролі Піп та Раві, а у березні 2024 року вона поділилася невеликим кліпом шоу з датою виходу в липні 2024 року.